# Tercera batalla de Járkov
La tercera batalla de Járkov concluyó con la recaptura de Járkov por la Wehrmacht alemana, esta fue la última ciudad importante que la Alemania nacionalsocialista capturaría en la Segunda Guerra Mundial. Járkov había sido capturada inicialmente el 25 de octubre de 1941, pero había sido recuperada por el Ejército Rojo en febrero de 1943, después de la batalla de Stalingrado. Actuando por iniciativa propia, el mariscal de campo Erich von Manstein contraatacó al observar el agotamiento soviético.
El II Cuerpo SS Panzer, equipado con tanques Tiger, junto con las selectas divisiones SS Leibstandarte Adolf Hitler y Das Reich realizaron la mayor parte de la batalla, estas dos divisiones habían estado descansando por lo que para el momento de la batalla estaban reposadas y completas. Bajo el mando del SS-Gruppenführer Paul Hausser, se acercaron a las fuerzas soviéticas avanzando sobre Járkov, siendo superadas las fuerzas alemanas en relación 6 a 1. Ante el riesgo de ser rodeado, Hausser se retiró, desobedeciendo órdenes directas de Adolf Hitler. Esta acción irritó tanto a Hitler, que se negó a premiarlo al terminar la batalla, aun cuando quedó claro que Hausser había actuado correctamente.
Después, el II Cuerpo SS Panzer, apoyado por la 3ª SS División Totenkopf, atacó a las avanzadas soviéticas, destruyéndolas, salvando al Grupo de Ejércitos Sur. La división Leibstandarte tomó entonces Járkov, por esta razón Hitler renombró la plaza principal de la ciudad como Leibstandarteplatz. Esta batalla es estudiada hoy en día en las academias militares como un perfecto ejemplo de defensa móvil. El contraataque de Von Manstein dejó un saliente alemán al sur de Kursk, que al combinarse con otro saliente centrado en Oriol al norte de Kursk, formaban a su vez un saliente soviético centrado en Kursk. Hitler empezó entonces a planear una ambiciosa ofensiva hacia Kursk, donde esperaba destruir dos frentes soviéticos enteros (Vorónezh y Centro). Después de la batalla de Kursk, en julio de ese mismo año, los alemanes fueron expulsados definitivamente en la cuarta batalla de Járkov en agosto.
A pesar de que la victoria duró poco, el hecho de que Von Manstein no solo hubiera estabilizado el frente, retirándose ordenadamente, sino que también hubiera contraatacado contra una fuerza superior numéricamente, capturando la cuarta ciudad más grande soviética, es considerado como una de las acciones militares más brillantes de la Segunda Guerra Mundial.

## Antecedentes
El alto mando soviético concluyó que Járkov sólo pudo haber sido abandonada bajo órdenes expresas de Adolf Hitler y, por lo tanto, el Grupo de Ejércitos Sur de la Wehrmacht debía de estar en completa retirada. La Stavka soviética ordenó entonces que la ofensiva fuese llevada a cabo con toda prontitud para aprovechar al máximo la situación del frente. Durante el caos que reinó después de la caída de Járkov, las fuerzas soviéticas se demoraron tres días en reorganizarse y reorientarse mientras intentaban continuar su avance. Durante este tiempo, que las unidades alemanas aprovecharon para tomar un pequeño respiro, los soldados soviéticos no recibieron ningún tipo de reequipamiento o refuerzos.
Las fuerzas del Frente de Vorónezh recibieron órdenes de avanzar hacia el río Dniéper. El 6.º Ejército y el 1.er Ejército de la Guardia debían avanzar hacia el oeste entre Dnepropetrovsk y Zaporiyia y cruzar el Dniéper. Más al sur, el grupo blindado móvil denominado Grupo Popov (cuatro cuerpos de tanques, dos brigadas blindadas y una brigada de esquiadores) estaba maniobrando al sur desde Sloviansk por el río Mius hacia la retaguardia de las posiciones del 1.ᵉʳ Ejército Panzer y el Destacamento Hollidt (Armeegruppe Hollidt). Al sur de este sector, fuerzas soviéticas de los frentes suroeste y sur intentaban romper a través de las posiciones del Mius desde el este. Los ejércitos soviéticos 1º de la Guardia y 3.º de la Guardia, 5.º de Tanques y 5.º de Choque avanzaban por el flanco norte entre Voroshilovgrad y Sloviansk mientras el 28.º y 51.º Ejércitos junto con el 2.º Ejército de la Guardia atacaban el flanco sur, al norte de Rostov.

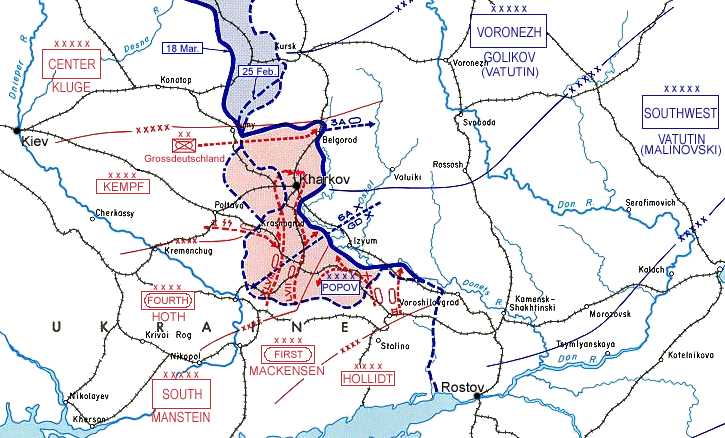
Mapa de la Tercera batalla de Járkov. En color rosa aparece el territorio reconquistado por los alemanes en marzo de 1943.

El 18 de febrero, unidades soviéticas del 4.º Cuerpo Mecanizado de la Guardia habían roto las posiciones del XVII Cuerpo Blindado alemán al oeste de Voroshilovgrad, cerca de Matvéyev Kurgán. Un rápido contraataque germano efectuado por la 16.ª División de Infantería Motorizada y la 23.ª División Panzer cerraron la base de la penetración y lograron cercar a las fuerzas soviéticas, las que fueron sistemáticamente destruidas. A pesar de este pequeño éxito, una inmensa brecha existía aún entre el 1er Ejército Panzer en el flanco norte de las posiciones del Mius y las fuerzas germanas del Destacamento Kempf, más al sur. El Grupo Popov aprovechó la situación y se lanzó hacia esta brecha avanzando al sur por Krasnoarméyskoye en dirección a Stálino. Por su parte, los alemanes habían trasladado al XL Cuerpo Panzer (7.ª División Panzer, 5.ª División SS Wiking y la 333.ª División de Infantería) a bloquear el avance del Grupo Popov.
Más al norte, elementos del 6.º Ejército soviético aún continuaban avanzando hacia el Dniéper. La 267.ª División de Fusileros había penetrado al sur de Krasnogrado y la 35.ª División de Fusileros de la Guardia había capturado la localidad de Pavlovgrado. El 19 de febrero, el 25.º Cuerpo de Tanques soviético llegó al cruce del ferrocarril en Sinélnikove, cortando el único enlace de las fuerzas alemanas en el Mius. Esto también significaba que tropas del Ejército Rojo se encontraban a menos de 40 millas del cuartel general de Manstein, que se encontraba un poco más al sur en Zaporiyia.

## Contraataque alemán

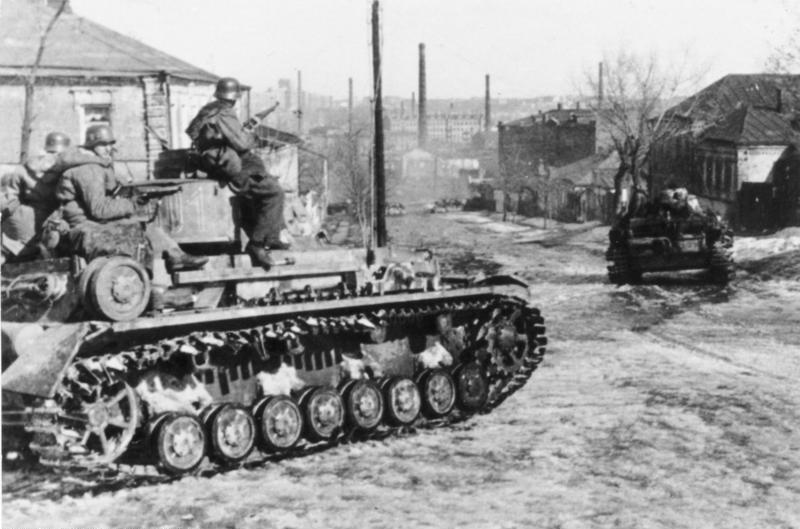
Tanque alemán Panzer IV en Járkov, 1943.

Mientras las fuerzas de Manstein se movilizaban para combatir a las unidades soviéticas, la única unidad alemana disponible para retomar Sinélnikove era la 15.ª División de Infantería, que venía en tren desde Francia. Sus unidades de avanzada llegaron a Dnepropetrovsk el 18 de febrero y fueron inmediatamente enviadas, de nuevo por tren, a su destino. Las primeras unidades llegaron durante la noche del 20 de febrero, y al día siguiente reconquistaron la población. A pesar de furiosos contraataques soviéticos en las horas y días siguientes, la división resistió y retuvo el nudo ferroviario. Ese mismo día, Manstein desató las hostilidades contra el Grupo Popov, que había detenido su avance al norte de Krasnoarméyskoye.
La 5.ª División SS Wiking detuvo a los soviéticos bombardeando ferozmente la vanguardia de Popov para hacer creer a estas tropas que una fuerza alemana mucho mayor los estaba enfrentando; mientras la Wiking los detenía, la 11.ª División Panzer aprovechó la situación para cortar las líneas de abastecimiento del Grupo Popov entre Sloviansk y Barvénkovo. La 7.ª División Panzer avanzó al sur por el saliente formado por el Grupo Popov y luego al norte hacia Izyum. El 21 de febrero, el alto mando del Grupo Popov se dio cuenta de lo serio de su situación y solicitó al comandante supremo del frente, el general Nikolái Vatutin, que le autorizara una retirada; su petición fue negada tajantemente y se le ordenó continuar su ataque inmediatamente.

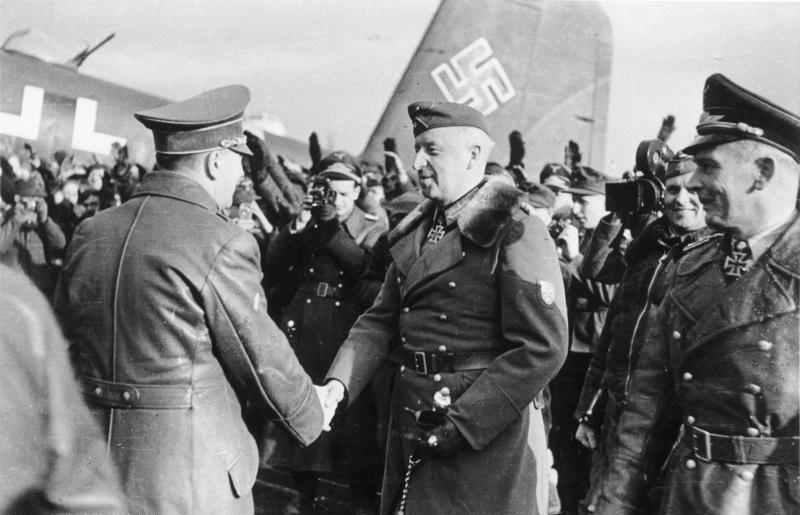
Hitler y Manstein en Zaporiyia (1943).

Ese mismo día más al norte, el 4.º Ejército Panzer del general Hermann Hoth (formado por el XLVIII Cuerpo Panzer y el I Cuerpo Panzer SS del general Hausser) se movilizó contra el 1.er Ejército de la Guardia y el 6.º Ejército soviéticos. Hoth usó el Cuerpo Panzer SS (1.ª División SS Leibstandarte SS Adolf Hitler, 2.ª División SS Das Reich y 3.ª División SS Totenkopf) desde el noroeste y el XLVIII Cuerpo Panzer desde el sureste en un movimiento de pinza que se unió en Pavlogrado cortando la retirada de las formaciones líderes del 6.º Ejército soviético. La Das Reich, avanzando desde sus posiciones en Poltava, capturó Novo-Moskovsk en el río Samara el 20 de febrero, luego avanzó hacia Pavlogrado, atrapando a muchas tropas soviéticas al sur del Samara. El 23 de febrero, se unió con la 6.ª División Panzer cerca de la ciudad, casi destruyendo al 15.° Cuerpo de la Guardia y 4.º Cuerpo de Fusileros. Esto dejó al 25.º Cuerpo de Tanques soviéticos aislado al suroeste. Su comandante, el Mayor General Pávlov, informó a la Stavka de su situación y pidió nuevas órdenes. Se le ordenó continuar el ataque hacia Zaporiyia. Cuando el mensaje fue decodificado por los alemanes el general Hoth simplemente dijo: «Que sigan, nos conviene». El 21 de febrero, los reportes de la situación de las fuerzas rusas interceptados por las unidades de inteligencia alemanas sugerían que los soviéticos aún creían que las fuerzas alemanas todavía estaban en retirada hacia el oeste, que era precisamente lo que las fuerzas alemanas no estaban haciendo. Para el 23 de febrero, las últimas líneas de defensa del Grupo Popov habían sido destruidas. Los remanentes del grupo intentaron escapar por el norte, a pesar de tener muy poco combustible o municiones. El 24 de febrero, el general Vatutin, comandante del frente suroeste, finalmente comprendió la gravedad de la situación y suspendió todas las operaciones ofensivas.
Pero ya era muy tarde para reaccionar y formar defensas útiles, ya que el 40.º Cuerpo Panzer había logrado avanzar hasta más allá de Barvínkove. Mientras tanto, la 333.ª División de Infantería alemana había capturado Krasnoarméyskoye el 27 de febrero y, más al norte, la 3.ª División Panzer había cortado la ruta Izyum-Sloviansk. Al siguiente día, la 7.ª División Panzer llegó al río Donéts al sur de Izyum. En un esfuerzo en vano para asistir en la retirada del 6.º Ejército soviético al noreste, un grupo de combate formado por unidades del 3.er Ejército de Tanques y comandado por el general Pável Rybalko intentó atacar hacia el sur, con la misión de desviar al Cuerpo Panzer SS de Hausser y proteger Járkov. Hausser maniobró sus fuerzas y rápidamente atrapó al grupo soviético al oeste de la localidad de Bereka. El 3 de marzo el grupo de combate de Rybalko fue rodeado e implacablemente atacado por aviones de la Luftwaffe, aniquilándolo y obligando a la retirada de sus supervivientes. El 6 de marzo, la División SS Leibstandarte, logró una cabeza de puente sobre el río Mosh en Bridok, abriendo el camino hacia Járkov. Tres ejércitos soviéticos estaban en su camino, el 69.º al norte de Járkov, el 40.º al sur, y el 3.° Ejército de Tanques que defendía la ciudad.

## Reconquista de Járkov por los alemanes

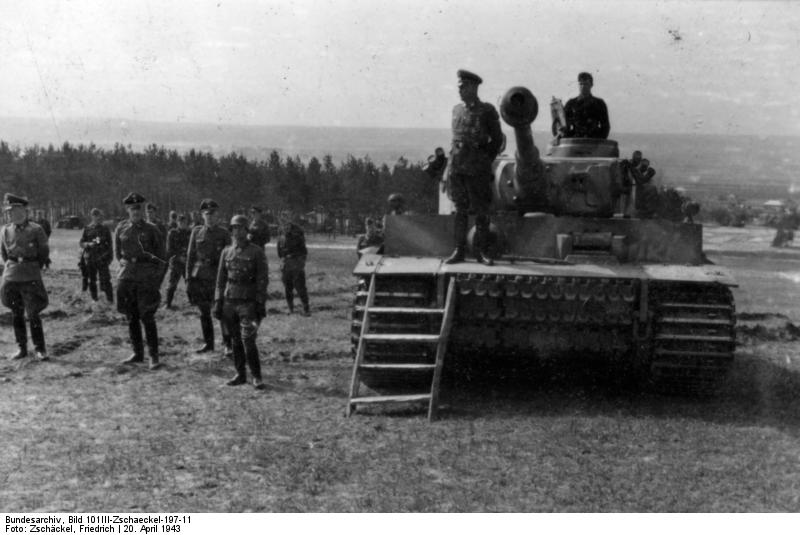
Tanques y tropas de la 2.ª División SS "Das Reich" durante una revista de los mandos en marzo de 1943, tras la finalización de las operaciones.

Al sur de Járkov la 25.ª División de Fusileros de la Guardia del Ejército Rojo intentaba detener al XXXXIIX Cuerpo Panzer, el cual se encontraba avanzando hacia el norte hacia la ciudad. La 25.ª División logró retrasar el avance alemán casi cinco días, pero después de la destrucción del grupo de combate Rybalko cerca de Bereka, el XXXXIIX Cuerpo Panzer avanzó hacia Járkov desde el oeste. Los elementos líderes del Cuerpo Panzer SS llegaron a los suburbios occidentales de la ciudad el 8 de marzo. El día 9, Hausser ordenó sellar la ciudad desde el oeste y el norte, llevar a cabo un reconocimiento y si era posible con las fuerzas presentes, tomarla. La División SS Leibstandarte penetró en la ciudad el 11 de marzo encontrándose con dura resistencia soviética en los suburbios de la ciudad. Para el final del día sólo habían logrado avanzar hasta la línea de ferrocarril de Severnyi.
Al oeste de Járkov, la División SS Das Reich había avanzado desde Sinolisovska por el camino de Poltava hacia Járkov. A pesar de los fieros combates, por la tarde los alemanes ya habían llegado al suburbio de Zaltyutino, donde fueron detenidos en seco por zanjas antitanque, apoyadas por artillería. El 12 de marzo la División SS Leibstandarte paró su avance. Después de duros combates contra la 19.ª División de Rifles, logró, al terminar el día, avanzar hasta el aeropuerto de Járkov y a la plaza Dzerzhinsky. También estuvo enfrascada en furiosos combates casa por casa en los suburbios de Lýsaya Gorá y Pávlovka. Para impedir que elementos de la 25.ª División de la Guardia Rifles escaparan hacia el este, la División SS Das Reich debió retirarse de Zalttutino y maniobrar alrededor de la ciudad, destruyendo en el proceso al 1288.º Regimiento de Fusileros y logrando sellar la bolsa de Járkov el 15 de marzo. Ese mismo día, unidades de la Leibstandarte capturaron la fábrica de tractores y forzaron a las últimas unidades rusas en la ciudad a rendirse. Járkov había caído.
Al norte la División Grossdeutschland conquistó Borosovka y elementos del Cuerpo Panzer SS empujaron hacia Bélgorod. El 17 de marzo, el 69.º Ejército soviético, el cual se encontraba defendiendo Bélgorod, fue incapaz de ofrecer una resistencia efectiva y comenzó a retirarse para evitar ser rodeado por las fuerzas alemanas. Al siguiente día el Cuerpo Panzer SS entró en la ciudad.

## Consecuencias

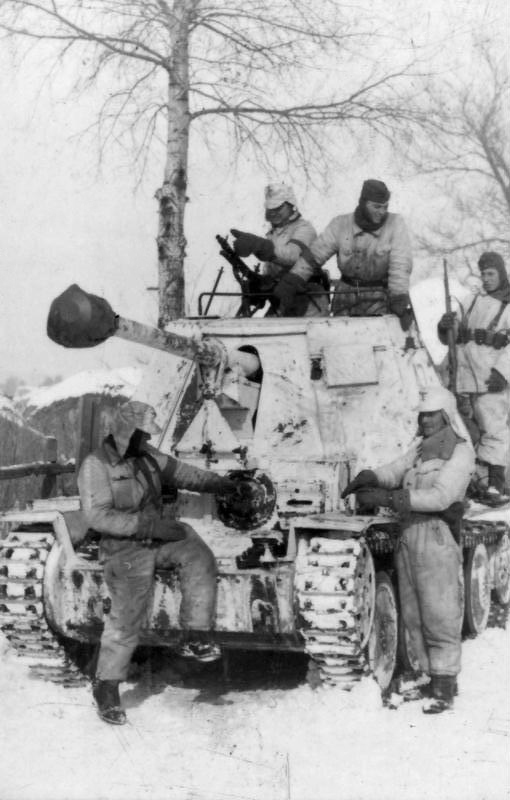
Cañón autopropulsado durante las operaciones.

El comienzo del mal tiempo y el cansancio de las fuerzas alemanas forzaron a Manstein a detener la contraofensiva. A pesar de la peligrosa situación en la que se encontraba a comienzos de febrero, el frente sur alemán había retomado casi todo el terreno perdido ante los soviéticos durante la reciente ofensiva de invierno y se había estabilizado la situación en el área. A pesar de la total retirada alemana del Cáucaso, el desastre total había sido evitado, impidiendo que el Ejército Rojo lanzara una ofensiva en el centro de Ucrania y restableciendo la moral de combate de la Wehrmacht. Hitler ordenó condecoraciones para las divisiones de Waffen SS que habían participado en la lucha y dispuso bautizar como Leibstandarte Platz la plaza principal de Járkov.
La continua interferencia de Hitler llevó al peligroso estado del frente alemán al comienzos de 1943. Su negativa a permitir la retirada del Grupo de Ejércitos A del Cáucaso y de dar libertad de movimiento al Grupo de Ejércitos Don para acortar el frente y llevar a cabo una defensa móvil, habían sobreextendido a las fuerzas alemanas en el sur de Ucrania.
La situación se tornó peor debido a la falta de refuerzos suficientes para recuperar las unidades alemanas mientras estas se batían intentando detener la ofensiva soviética en el área. Solo la habilidad táctica y estratégica del mariscal Erich von Manstein logró dar la vuelta a la situación en Járkov y sacar un reluciente triunfo de una catástrofe táctica, y temporalmente reestabilizó la situación del frente sur alemán.
El triunfo alemán mostró que la Wehrmacht aún podía lograr victorias en pequeños escenarios aprovechando la movilidad de sus tropas, y empleando al máximo el concepto de «defensa móvil» donde se impedía la penetración enemiga al mismo tiempo que la línea defensiva se mantenía lo bastante flexible para apoyar las contraofensivas del propio bando. No obstante, el triunfo de Járkov llevó a que Hitler creyera erradamente en la posibilidad de lanzar otra exitosa contraofensiva de verano contra el Ejército Rojo y repetir los éxitos alemanes de 1941 y 1942, lo cual en julio de 1943 motivó la Batalla de Kursk que culminó en una grave derrota alemana y anuló el resultado de Járkov.